# 青木通佳
青木 通佳（あおき みちよし）は、日本の工学者。専門は安全工学、環境工学。
1968年（昭和43年）日本大学理工学部経営工学科（現日本大学生産工学部）卒業。
現在、日本大学教授、博士（工学）。

## 主要論文
- 「作業時の心身負担評価に関する人間工学的研究」 『日本大学生産工学部報告』 日本大学生産工学部、1975年（大久保尭夫、堀江良典との共著）。
- 「スリーマイル島原発事故の分析」 『人間工学』 日本人間工学会、1980年。
- 「化学プラントにおける人的要因事故の分析手順の試案と安全対策1・2」 『安全工学』 安全工学会、1982年。
- 「シミュレータ訓練のためのチーム行動評価手法」 『日本プラント・ヒューマンファクター学会誌』 日本プラント・ヒューマンファクター学会、1996年（行待武生他との共著）。
- 「視覚を用いた神経感覚的作業がもたらす心身諸機能反応の一考察」 『日本プラント・ヒューマンファクター学会誌』 日本プラント・ヒューマンファクター学会、1998年（大久保尭夫、堀江良典との共著）。
- 「単調な神経感覚的作業におけるチュウインガム利用による作業者の覚醒効果に関する研究」 『日本交通科学協議会誌』 日本交通科学協議会、2001年。
- 「航空機操縦における計器スキャニング行動に関する研究」 『日本交通科学協議会誌』 日本交通科学協議会、2002年。